# World Ports Classic 2015
La World Ports Classic 2015, 4a edició de la World Ports Classic, es va disputar el 23 i 24 de maig de 2015 sobre un recorregut de 359 km repartits entre dues etapes. La cursa formava part del calendari de l'UCI Europa Tour 2015, amb una categoria 2.1.
El vencedor fou el belga Kris Boeckmans (Lotto Soudal), amb onze segons d'avantatge sobre Danilo Napolitano (Wanty-Groupe Gobert) i Yauheni Hutarovich (Bretagne-Séché Environnement). Boeckmans també guanyà la classificació dels punts, mentre Rudy Barbier (Roubaix Lille Métropole) guanyà la dels joves. El Lotto Soudal fou el vencedor de la classificació per equips.

## Equips
L'organització convidà a prendre part en la cursa a quatre equips World Tour, deu equips continentals professionals i quatre equips continentals:
- equips World Tour: Astana Qazaqstan Team, Lotto Soudal, Team LottoNL-Jumbo, Team Giant-Alpecin
- equips continentals professionals: Bora-Argon 18, Bretagne-Séché Environnement, Cofidis, Cult Energy, MTN Qhubeka, Team Europcar, Roompot Oranje Peloton, Topsport Vlaanderen-Baloise, Wanty-Groupe Gobert, Unitedhealthcare
- equips continentals: Join-S-De Rijke, Metec-TKH, Roubaix Lille Métropole, Wallonie-Bruxelles

## Etapes
| Etapa | Data       | Recorregut         |             | Km  | Vencedor d'etapa      | Líder de la general   | Ref.  |
| ----- | ---------- | ------------------ | ----------- | --- | --------------------- | --------------------- | ----- |
| 1a    | 23 de maig | Rotterdam - Anvers | Etapa plana | 195 | Andrea Guardini (ITA) | Andrea Guardini (ITA) | [ 1 ] |
| 2     | 24 de maig | Anvers - Rotterdam | Etapa plana | 164 | Kris Boeckmans (BEL)  | Kris Boeckmans (BEL)  | [ 2 ] |

## Classificació final
|    | Ciclista                  | Equip                        | Temps      |
| -- | ------------------------- | ---------------------------- | ---------- |
| 1  | Kris Boeckmans (BEL)      | Lotto Soudal                 | 7h 32' 48" |
| 2  | Danilo Napolitano (ITA)   | Wanty-Groupe Gobert          | + 11"      |
| 3  | Yauheni Hutarovich (BLR)  | Bretagne-Séché Environnement | + 11"      |
| 4  | Rudy Barbier (FRA)        | Roubaix Lille Métropole      | + 12"      |
| 5  | Alessandro Bazzana (ITA)  | UnitedHealthcare             | + 13"      |
| 6  | Tiesj Benoot (BEL)        | Lotto Soudal                 | + 15"      |
| 7  | Edward Theuns (BEL)       | Topsport Vlaanderen-Baloise  | + 17"      |
| 8  | Roy Jans (BEL)            | Wanty-Groupe Gobert          | + 17"      |
| 9  | Michael Van Staeyen (BEL) | Cofidis                      | + 17"      |
| 10 | Johim Ariesen (NED)       | Metec-TKH-Mantel             | + 17"      |

## Evolució de les classificacions
| Etapa | Vencedor        | Classificació general | Classificació per punts | Classificació dels joves | Classificació per equips |
| ----- | --------------- | --------------------- | ----------------------- | ------------------------ | ------------------------ |
| 1     | Andrea Guardini | Andrea Guardini       | Andrea Guardini         | Rudy Barbier             | Cofidis                  |
| 2     | Kris Boeckmans  | Kris Boeckmans        | Kris Boeckmans          | Rudy Barbier             | Lotto Soudal             |
| Final | Final           | Kris Boeckmans        | Kris Boeckmans          | Rudy Barbier             | Lotto Soudal             |